# Pintade domestique
 (juillet 2018).
La pintade domestique est une volaille originaire d'Afrique. Elle est la forme domestiquée de la pintade de Numidie (Numida meleagris) et est apparentée à d'autres gibiers à plumes tels que les faisans, les dindes et les perdrix. Bien que la période de sa domestication ne soit pas connue, il existe des preuves que la pintade domestique était présente en Grèce au Ve siècle av. J.-C..
La pintade ponds 25 à 30 œufs dans un nid profond et effilé. Les œufs sont petits, foncés et extrêmement épais. Les poules ont l'habitude de cacher leurs nids et de les partager avec d'autres poules jusqu'à ce qu'un grand nombre d'œufs se soient accumulés. La période d'incubation est de 26-28 jours, et les poussins sont appelés "keets". En tant que keets, ils sont très sensibles à l'humidité (ils sont indigènes aux régions plus arides de l'Afrique) et peuvent mourir en suivant la mère à travers l'herbe rosée. Après leurs deux à six premières semaines de croissance, cependant, elles peuvent être parmi les volailles domestiques les plus rustiques.
Elle peut être cuite selon n'importe quelle recette qui contient du poulet, mais est considérée comme étant plus savoureuse et, en raison de son coût plus élevé, elle est généralement servie lors d'occasions spéciales. Elle est particulièrement courante dans les recettes françaises et italiennes. 
|  |  |